# Hannibalova směrnice
Hannibalova směrnice (hebrejsky נוהל חניבעל‎, Nohal Chaniba'al) je kontroverzní strategie Izraelských obranných sil (IOS) používaná k zabránění zajetí izraelských vojáků nepřátelskými silami. Strategie spočívá ve „zmaření únosu, a to i za cenu zranění vlastních jednotek“. Byla představena v roce 1986 po několika únosech izraelských vojáků v Libanonu a následných kontroverzních výměnách vězňů. Úplné znění směrnice nebylo nikdy zveřejněno a až do roku 2003 izraelská vojenská cenzura zakazovala jakékoli diskuse na toto téma v tisku. Směrnice byla několikrát změněna, přičemž v roce 2016 Gadi Eizenkot nařídil formální zrušení stávající směrnice a její přeformulování.
V roce 2011 náčelník generálního štábu Izraelských obranných sil Binjamin Ganc prohlásil, že směrnice nedovoluje zabíjet izraelské vojáky, aby se zabránilo jejich únosu.
Izraelský deník Ha'arec, ABC News a vyšetřovací komise OSN upozornily, že během útoku Hamásu na Izrael v říjnu 2023 nařídily Izraelské obranné síly použít Hannibalovu směrnici. IOS dostaly rozkaz zabránit „za každou cenu“ únosu izraelských civilistů nebo vojáků, což by mohlo vést ke smrti velkého počtu izraelských rukojmích. Podle vyšetřovací komise OSN mělo být IOS zabito až 14 izraelských civilistů. Bývalý ministr obrany Jo'av Galant potvrdil využití této směrnice v rozhovoru pro Kanál 12.

## Definice
Podle reportérky deníku Ha'arec Sary Leibovič-Dar bylo motivací pro vydání směrnice zajetí dvou izraelských vojáků Hizballáhem v jižním Libanonu v červnu 1986. Oba vojáci pravděpodobně zemřeli a jejich těla byla Izraeli vrácena v rámci výměny v roce 1996. Tvůrci směrnice byli tři vysocí důstojníci Severního velitelství IOS: velitel Josi Peled, velitel zpravodajství Gabi Aškenazi a zpravodajský důstojník Ja'akov Amidror. Vznik směrnice byl tajný a jeho existenci izraelské vojenské orgány popíraly.
Přesné znění směrnice nebylo známo, Leibovič-Dar však tvrdila, že byla v průběhu let několikrát upravena. Anshel Pfeffer v deníku The Jerusalem Post napsal, že „vojákům je znění směrnice sdělováno, i když nikdy ne oficiálně“.
Znění směrnice z roku 2014 dle deníku Ma'ariv:
1. Během únosu se hlavním úkolem stává záchrana našich vojáků před únosci, a to i za cenu zranění našich vojáků.
2. Pokud jsou únosci a unesené osoby identifikovány a výzvy k propuštění nejsou vyslyšeny, musí být použita střelná zbraň, aby byli únosci sraženi na zem nebo zatčeni.
3. [sic] Pokud vozidlo nebo únosci nezastaví, mělo by se na ně střílet jednotlivě, záměrně, s cílem zasáhnout únosce, i kdyby to mělo znamenat zranění našich vojáků.